# Bahr al-Ghazal (Fluss)
Bahr al-Ghazal (arabisch بحر الغزال Bahr al-Ghazāl, DMG Baḥr al-ġazāl ‚Gazellen-Fluss, wortwörtlich Gazellen-Meer‘; alternative Schreibweise: Bahr el-Ghazal) ist ein Fluss im Südsudan.

## Verlauf
Der Bahr al-Ghazal ist 716 Kilometer lang und entspringt in der Bergregion bei Yambio an der Grenze zur Demokratischen Republik Kongo. Sein Quellfluss Sue-Jur bildet beim Zusammenfluss mit dem Fluss Bahr al-Arab in der Nähe der Stadt Wang Kai, südöstlich von Bentiu, den eigentlichen Fluss Bahr al-Ghazal. Er fließt weiter durch den No-See, wo er mit dem Bahr al-Dschabal (Berg-Fluss/Berg-Meer) zusammentrifft und beide anschließend den Weißen Nil (Bahr al-Abyad) bilden.
Der Fluss wurde erstmals 1772 durch den französischen Geographen Jean-Baptiste Bourguignon d’Anville auf einer Karte verzeichnet und ist Namensgeber der Region Bahr al-Ghazal und der Bundesstaaten Gharb Bahr al-Ghazal und Schamal Bahr al-Ghazal.
Das Gebiet, in dem sich Lol, Jur und Bahr al-Arab vereinigen, bildet zusammen mit dem Hautverlauf des Ghazal den Bahr al-Ghazal-Sumpf, der nahtlos in den Sudd übergeht. Dort münden auch die Flüsse Tonj mit dem Naam von Süden und dem Qez Zarge von Norden. Im Gegensatz zu vielen Flussmündungen, ist das gesamte Gebiet von einer Vielzahl an Kanälen durchzogen, in denen sich schon weit vor deren, oder nach der eigentlichen Mündung die einzelnen Flüsse mischen. Genaue Verlaufe und Mündungsreihenfolgen sind teils flexibel und lassen sich schwer bis gar nicht bestimmen.

## Hydrologie
Das Einzugsgebiet des Bahr el Ghazal entspricht ca. 20 % der Fläche des Gesamteinzugsgebiets des Nils und erhält eine durchschnittliche jährliche Niederschlagsmenge von über 400 Mrd. m³, von denen aber nur ca. 0,6 Mrd. m³ in den No-See fließen.